# Неманья Рнич
Неманья Рнич (серб. Nemanja Rnić / Немања Рнић, нар. 30 вересня 1984, Белград) — сербський футболіст, захисник австрійського «Вольфсберга».
Насамперед відомий виступами за клуб «Партизан», а також національну збірну Сербії.

## Клубна кар'єра
У дорослому футболі дебютував 2002 року виступами за команду клубу «Партизан», в якій провів шість сезонів, взявши участь у 152 матчах чемпіонату. Більшість часу, проведеного у складі «Партизана», був основним гравцем захисту команди.
З 2008 по 2011 рік грав у Бульгії, в «Андерлехта» та «Жерміналь-Беєрсхота», після чого повернувся в «Партизан».
До складу клубу «Говерла-Закарпаття» приєднався 12 березня 2013 року на правах вільного агента, відразу ставши основним захисником команди. Зігравши за основну команду 13 матчів, в серпні того ж року отримав статус вільного агента і підписав контракт з австрійським «Вольфсбергом».

## Виступи за збірні
2005 року дебютував в офіційних матчах у складі національної збірної Сербії та Чорногорії, у формі якої провів лише 1 матч.
2006 року залучався до складу молодіжної збірної Сербії. На молодіжному рівні зіграв у 19 офіційних матчах.
2008 року дебютував в офіційних матчах у складі національної збірної Сербії, провівши у формі головної команди країни 2 матчі.

## Досягнення
- Чемпіон Сербії та Чорногорії: 2002/03, 2004/05
- Чемпіон Сербії: 2007/08
- Володар кубка Сербії: 2007/08
- Чемпіон Бельгії: 2009/10
- Володар Суперкубка Бельгії: 2010